# 戈尔卡·伊赖索斯
戈尔卡·伊赖索斯·莫雷诺（西班牙語：Gorka Iraizoz Moreno，1981年3月6日—）是一名西班牙足球運動員。

## 外部連結
- 畢爾包體育會檔案
- BDFutbol檔案 （页面存档备份，存于）
- Transfermarkt檔案 （页面存档备份，存于）